# 大黑屋光太夫

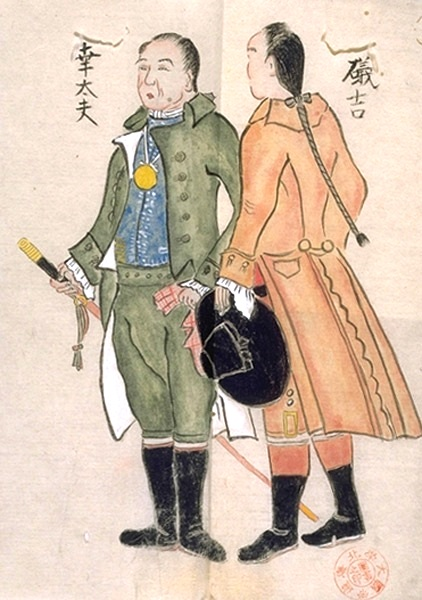
大黑屋光太夫和磯吉

大黑屋光太夫（日语：／ Daikokuya Kōdayū，1751年—1828年5月28日），日本江户时代的一位运输船的船头。
大黑屋光太夫在以伊势国白子（今三重县铃鹿市）为据点的运输船上担任船头（船长）。1782年，在向江户航行的途中，在海面上遭遇了风暴，船被漂到俄属北美阿留申群岛中一个名叫“阿姆奇特卡岛”的岛屿。随后，他与俄罗斯人一起来到了俄罗斯帝国的首都圣彼得堡，谒见了叶卡捷琳娜二世女皇。在滞留九年之后，他于1792年乘船回到了日本的根室。
江户幕府的老中松平定信计划利用光太夫来与俄罗斯交涉，但失势。此后在江户被赐予屋敷，同桂川甫周、大槻玄澤等人交流，致力发展兰学。桂川甫周听取了他漂流俄罗斯的经历，写下了《北槎聞略》。

## 外部連結
- 大黒屋光太夫記念館 （页面存档备份，存于）